# Seal Islands (Neuseeland)
Die Seal Islands sind eine Inselgruppe von zahlreichen kleinen Inseln und Felseninseln südwestlich von Anchor Island im Südwesten der Südinsel von Neuseeland.

## Geographie
Die Inselgruppe besteht aus ca. 45 Inseln und Felseninsel, die sich über eine Seefläche von rund 2,5 km² direkt vor Anchor Island im Eingang zum Tamatea / Dusky Sound verteilen. Sie zählen damit zum Fiordland National Park, der sich im Südwesten der Südinsel erstreckt. Die drei größten Inseln umfassen jeweils Flächen von 12,6 Hektar, 9,3 Hektar und 6,7 Hektar und ragen zwischen 38 m und 79 m aus dem Wasser. Alle Insel zusammengerechnet kommen auf eine ungefähre Gesamtfläche von 38 Hektar.
Mit Ausnahme der kleinen Felseninseln und einer ein Hektar großen Insel sind alle anderen Insel bewaldet.